# 왕승기
왕승기(王昇基, ?~?)는 발해의 관료이다.

## 생애
814년에 발해의 판관으로서 대사 왕효겸과 일본에 파견되었다. 이후 그는 일본으로부터 정5위하(正五位下)를 받았다.

## 참고 자료
유, 득공 (1784). 《발해고》. 신고(臣考).